# Meriem Hayouni
Meriem Hayouni, née le 15 novembre 1983, est une escrimeuse tunisienne pratiquant l'épée. 

## Carrière
Elle est médaillée d'or à l'épée féminine senior individuelle aux championnats d'Afrique 2003 à Dakar et aux championnats d'Afrique 2004 à Tunis.
Elle remporte l'or par équipes et le bronze individuel aux championnats d'Afrique 2010 à Tunis.

## Famille
Elle est la sœur de l'escrimeuse Hajer Hayouni.